# Superficie parametrica
Una parametrizzazione è un'applicazione, più nello specifico una funzione vettoriale,  {\displaystyle \tau \colon V\subset \mathbb {R} ^{n}\longrightarrow \mathbb {R} ^{m}} infinitamente differenziabile in {\displaystyle V} aperto e connesso.
Per {\displaystyle n=2} e {\displaystyle m=3} l'immagine di questa applicazione è una superficie parametrizzata.
Una superficie parametrica è una superficie differenziabile rappresentata in un sistema di coordinate parametrico del tipo:
{\displaystyle 1)\ \Sigma :{\begin{cases}x=\phi (u,v)\\y=\psi (u,v)\\z=\chi (u,v).\end{cases}}}
Una superficie si dice regolare se soddisfa le seguenti proprietà:
- {\displaystyle \phi (u,v),\psi (u,v),\chi (u,v)\in C^{1}(A)}, cioè devono essere funzioni continue con derivata continua in un insieme aperto {\displaystyle A} (sono quindi differenziabili).
- La matrice Jacobiana {\displaystyle {\frac {\partial (\phi ,\psi ,\chi )}{\partial (u,v)}}={\begin{bmatrix}\phi _{u}&\psi _{u}&\chi _{u}\\\phi _{v}&\psi _{v}&\chi _{v}\end{bmatrix}}}, abbia rango uguale a due, cioè le derivate non si annullino mai in uno stesso punto. Questa proprietà equivale a che la somma dei quadrati dei minori di ordine due sia positiva.
- La corrispondenza tra {\displaystyle V} e {\displaystyle \mathbb {R} ^{3}} sia iniettiva.

## Linee coordinate
Una superficie è un oggetto bidimensionale che vive nello spazio tridimensionale, per questo motivo i punti della superficie sono identificati da tre variabili: al variare dei punti {\displaystyle (u,v)} nel dominio {\displaystyle A} si trovano i punti dello spazio {\displaystyle (x,y,z)}. Le variabili {\displaystyle u,v} sono dette parametri coordinati.
Se sul dominio {\displaystyle A} si considera un punto {\displaystyle t_{0}}, con {\displaystyle u(t_{0})=u_{0},v(t_{0})=v_{0}}. In corrispondenza di questo punto sulla superficie vi sarà un punto:
{\displaystyle (x_{0},y_{0},z_{0})=(x(u_{0},v_{0}),y(u_{0},v_{0}),z(u_{0},v_{0})).}
Cioè:
{\displaystyle 2)\ {\begin{cases}x=\phi (u_{0},v_{0})\\y=\psi (u_{0},v_{0})\\z=\chi (u_{0},v_{0}).\end{cases}}}
Pensiamo allora di ricavare le tangenti e le normali in questo punto. Fissiamo prima un valore dei parametri coordinati e poi l'altro, otterremo una famiglia di curve, che si chiamano linee coordinate (che possono essere anche ortogonali):
{\displaystyle 3)\ {\begin{cases}\phi (u,v_{0}),\psi (u,v_{0}),\chi (u,v_{0})\\\phi (u_{0},v),\psi (u_{0},v),\chi (u_{0},v).\end{cases}}}
Da queste possiamo ricavare i vettori tangenti derivando:
{\displaystyle 4)\ {\begin{cases}{\vec {T}}_{u}=\{\phi _{u}(u,v_{0}),\psi _{u}(u,v_{0}),\chi _{u}(u,v_{0})\}\\{\vec {T}}_{v}=\{\phi _{v}(u_{0},v),\psi _{v}(u_{0},v),\chi _{v}(u_{0},v)\}\end{cases}}}
e i vettori normali:
{\displaystyle 5)\ {\vec {n}}=\pm {\vec {T}}_{u}\times {\vec {T}}_{v}.}
I versori normali sono dati:
{\displaystyle 6)\ {\hat {n}}=\pm {\frac {{\vec {T}}_{u}\times {\vec {T}}_{v}}{\sqrt {({\vec {T}}_{u}\times {\vec {T}}_{v})\cdot ({\vec {T}}_{u}\times {\vec {T}}_{v})}}}.}

## Piano tangente
Una superficie regolare parametrica ammette sempre piano tangente in un punto {\displaystyle P_{0}=(x_{0},y_{0},z_{0})} dato dalla:
{\displaystyle 7)\ {\begin{vmatrix}x-x_{0}&y-y_{0}&z-z_{0}\\\phi _{u}(u_{0},v_{0})&\psi _{u}(u_{0},v_{0})&\chi _{u}(u_{0},v_{0})\\\phi _{v}(u_{0},v_{0})&\psi _{v}(u_{0},v_{0})&\chi _{v}(u_{0},v_{0})\end{vmatrix}}=0.}
Il piano tangente ad una superficie parametrica è un sottospazio vettoriale di dimensione 2. Questo piano, ha la proprietà di contenere i vettori tangenti a tutte le curve situate sulla superficie e passanti per il punto considerato.
L'ipotesi di regolarità della superficie parametrica, implica l'esistenza di un piano tangente in ogni punto della superficie. Si parla di piano tangente in {\displaystyle P} a {\displaystyle S}, altrimenti denotato con {\displaystyle T_{P}S}.
Il piano tangente è indipendente dalla parametrizzazione usata.

## Prima forma differenziale di Gauss
A questo punto possiamo considerare il problema di come si rappresentano le curve tracciate sulla superficie {\displaystyle 2)}. Per fare questo prendiamo il vettore tangente del piano {\displaystyle A}, nel punto {\displaystyle t_{0}}: {\displaystyle u'(t_{0}),v'(t_{0})}. A questo vettore corrisponde un vettore tangente sulla superficie {\displaystyle \Sigma }:
{\displaystyle u'(t_{0})\cdot T_{u}+v'(t_{0})\cdot T_{v}.}
Come si modifica la lunghezza di questo vettore sulla superficie? Costruiamo il differenziale del vettore:
{\displaystyle 8)\ ds^{2}=dx^{2}+dy^{2}+dz^{2}=\left({\frac {\partial x}{\partial u}}du+{\frac {\partial x}{\partial v}}dv\right)^{2}+\left({\frac {\partial y}{\partial u}}du+{\frac {\partial y}{\partial v}}dv\right)^{2}+\left({\frac {\partial z}{\partial u}}du+{\frac {\partial z}{\partial v}}dv\right)^{2}.}
Ora dobbiamo eseguire i quadrati con la sostituzione: {\displaystyle {\frac {\partial x}{\partial u}}du=\phi _{u}(u,v)du} e così via per tutte le derivate, otteniamo la prima forma differenziale di Gauss:
{\displaystyle 9)\ ds^{2}=Edu^{2}+2Fdudv+Gdv^{2},}
dove:
{\displaystyle 10)\ E=\|T_{u}\|^{2}=\phi _{u}^{2}+\psi _{u}^{2}+\chi _{u}^{2},}
{\displaystyle 10)\ F=\langle T_{u},T_{v}\rangle =\phi _{u}\cdot \phi _{v}+\psi _{u}\cdot \psi _{v}+\chi _{u}\cdot \chi _{v},}
{\displaystyle 10)\ G=\|T_{v}\|^{2}=\phi _{v}^{2}+\psi _{v}^{2}+\chi _{v}^{2}.}
Allo stesso risultato potevamo arrivare prendendo il prodotto scalare: {\displaystyle {\vec {u}}\cdot {\vec {v}}}.
Si chiama prima forma fondamentale, e si indica con {\displaystyle I}, la restrizione del prodotto scalare di {\displaystyle E^{3}} su {\displaystyle T_{P}S}. Allora la lunghezza di un segmento sulla superficie è:
{\displaystyle 11)\ \mathrm {Lung} ((x(u(t_{1}),v(t_{1})),y(u(t_{1}),v(t_{1})),z(u(t_{1}),v(t_{1}))),(x(u(t_{2}),v(t_{2})),y(u(t_{2}),v(t_{2})),z(u(t_{2}),v(t_{2}))))=\int _{t_{1}}^{t_{2}}{\sqrt {Eu'^{2}+2Fu'v'+Gv'^{2}}}\ dt.}
Ora ci chiediamo come si trasforma un elemento di superficie {\displaystyle dS}:
{\displaystyle 12)\ dS=|T_{u}\cdot du\times T_{v}\cdot dv|=|T_{u}\times T_{v}|dudv}
Quadrando la 12), otteniamo proprio le 10). Dunque l'elemento di superficie si trasforma:
{\displaystyle 13)\ dS={\sqrt {EG-F^{2}}}\ dudv,}
dove {\displaystyle I_{G}=EG-F^{2}} è la prima forma quadratica di Gauss o prima forma differenziale di Gauss.
Da questa è possibile calcolare l'area di una superficie:
{\displaystyle Area(\Sigma )=\iint _{A}dS=\iint _{A}{\sqrt {EG-F^{2}}}\ dudv}
e anche un qualsiasi integrale di superficie:
{\displaystyle I=\iint _{A}f(x,y,z)dS=\iint _{A}F(x(u,v),y(u,v),z(u,v)){\sqrt {EG-F^{2}}}\ dudv.}
Da queste due ultime osservazioni circa il calcolo degli integrali, si vede che la prima forma differenziale di Gauss è un determinante:
{\displaystyle \det {\begin{pmatrix}E&F\\F&G\end{pmatrix}}=EG-F^{2}}
e poiché i coefficienti non sono altro che i coefficienti di una metrica sulla superficie allora questa matrice è un tensore metrico.

## Seconda forma differenziale di Gauss
La seconda forma quadratica è una proprietà intrinseca della superficie, e rappresenta le proprietà di curvatura della stessa. Essa può essere ricavata direttamente dalla prima forma differenziale di Gauss e dai vettori tangente e normale.
Sia dunque {\displaystyle {\hat {n}}} il versore normale ottenibile dal vettore normale:
{\displaystyle {\vec {n}}=\pm {\vec {T}}_{u}\times {\vec {T}}_{v}\Longrightarrow {\hat {n}}=\pm {\frac {{\vec {T}}_{u}\times {\vec {T}}_{v}}{\sqrt {({\vec {T}}_{u}\times {\vec {T}}_{v})^{2}}}}.}
Dalla prima forma differenziale di Gauss:
{\displaystyle {\hat {n}}=\pm {\frac {{\vec {T}}_{u}\times {\vec {T}}_{v}}{\sqrt {EG-F^{2}}}}.}
Allora i coefficienti della seconda forma differenziale di Gauss:
{\displaystyle {\vec {T}}_{uu}\cdot {\hat {n}}=L}
{\displaystyle {\vec {T}}_{uv}\cdot {\hat {n}}=M}
{\displaystyle {\vec {T}}_{vv}\cdot {\hat {n}}=N}
Da cui otteniamo la seconda forma differenziale (o quadratica) di Gauss:
{\displaystyle II_{G}=L(du)^{2}+2Mdudv+N(dv)^{2}.}
Dunque li possiamo esplicitare:
{\displaystyle L={\frac {\begin{vmatrix}x_{uu}&x_{u}&x_{v}\\y_{uu}&y_{u}&y_{v}\\z_{uu}&z_{u}&z_{v}\end{vmatrix}}{\sqrt {EG-F^{2}}}}}
{\displaystyle M={\frac {\begin{vmatrix}x_{uv}&x_{u}&x_{v}\\y_{uv}&y_{u}&y_{v}\\z_{uv}&z_{u}&z_{v}\end{vmatrix}}{\sqrt {EG-F^{2}}}}}
{\displaystyle N={\frac {\begin{vmatrix}x_{vv}&x_{u}&x_{v}\\y_{vv}&y_{u}&y_{v}\\z_{vv}&z_{u}&z_{v}\end{vmatrix}}{\sqrt {EG-F^{2}}}}.}

## Curvature normali
Si chiama curvatura normale della superficie {\displaystyle \Sigma } in un punto {\displaystyle P} nella direzione della linea {\displaystyle u} e della linea {\displaystyle v} rispettivamente, la funzione:
{\displaystyle k(P,u)=I\!I_{G}\left({\frac {u}{\|u\|}},{\frac {u}{\|u\|}}\right)}
{\displaystyle k(P,v)=I\!I_{G}\left({\frac {v}{\|v\|}},{\frac {v}{\|v\|}}\right).}

## Curvature principali e curvatura di Gauss
Sono dette curvature principali i due valori, massimo e minimo, della curvatura normale corrispondenti ai due versi del piano tangente (a seguito dei due versori normali). Indicando con {\displaystyle k_{1}(P),k_{2}(P)} le curvature principali di una superficie in un punto {\displaystyle P}, allora si chiama curvatura Gaussiana o curvatura totale:
{\displaystyle K(P)=k_{1}(P)\ k_{2}(P)}
e definiamo anche la curvatura media:
{\displaystyle H(P)={\frac {k_{1}(P)+k_{2}(P)}{2}}.}
Per quanto riguarda la curvatura di Gauss, è in generale difficile trovare le due direzioni secondo le quali le curvature principali sono valori massimi e minimi. Il criterio è fornito dall'utilizzo dell'operatore di Weingarten.

## Conseguenze
Dalle forme differenziali di Gauss possiamo ricavare molte informazioni riguardo alle caratteristiche geometriche delle superfici parametriche:
1. La curvatura delle curve sulla superficie segue dal teorema di Meusnier e dall'operatore di Weingarten.
2. La curvatura della superficie segue dal theorema egregium di Gauss.
3. Teorema di Dupin.